# Le Grand Verre
Le Grand Verre est une œuvre de l'artiste français Marcel Duchamp, dont le nom original est La Mariée mise à nu par ses célibataires, même.

## Histoire
Elle fut réalisée entre 1915 et 1923 à New York. La durée n'est nullement exceptionnelle chez Duchamp qui travaille près de vingt ans sur Étant donnés. Le Grand Verre est composée de deux panneaux de verre assemblés, peints pour partie à l'huile, et comprenant des inserts en plomb, de la poussière, etc.
En 1926, les deux panneaux sont exposés au Musée de Brooklyn, puis emballés dans une caisse en bois pour être livrés chez Katherine Dreier qui en était propriétaire. La caisse n'est ouverte qu'en 1936 où on constate le bris des panneaux de verre. Marcel Duchamp choisit d'en conserver les brisures et consacre trois mois à assembler les fragments en les emprisonnant dans des plaques de verre plus épaisses. Le Grand Verre est actuellement exposé au Philadelphia Museum of Art.
Marcel Duchamp arrêta de travailler sur Le Grand Verre en 1923. L'œuvre est considérée comme inachevée, selon le vœu même de l'artiste. Il recommande de lire les notes qu'il a laissées en même temps qu'on la regarde. Ces notes ont été écrites entre 1912 et 1923 et publiées en 1934 sous le titre de Boîte verte, 93 documents explicatifs sur chacun des éléments du Grand Verre. Édité à 300 copies, l'ouvrage est une reproduction intégrale de ses notes écrites sur des bouts de papier, en respectant le format, les encres de couleur, les ratures et les corrections. Les pages sont insérées dans une boîte sans être attachées, permettant une lecture aléatoire, sans ordre logique qui pourrait conduire à des interprétations biaisées. Ce faisant, Duchamp jette les bases de l'art conceptuel en plaçant les idées ayant mené à l'œuvre sur le même pied que la réalisation elle-même. Outre ces notes, par ailleurs difficiles à déchiffrer, la lecture de L'Ève future de Auguste de Villiers de l'Isle-Adam peut sans aucun doute être d'une très grande efficacité pour comprendre mieux, ainsi que l'essai d'André Breton, Le Phare de la mariée.
Dans un entretien avec Robert Lebel (1959), Duchamp révèle que cette « mariée » est un concept qui prend sa source dans un stand de fête foraine de province : les jeunes gens devaient envoyer des projectiles sur une représentation de femme en robe de mariée afin de la déshabiller, ses atours ne tenant qu'à un fil (attraction dite du Chamboultou).
Dans un autre entretien accordé à Lewis Jacobs (Marcel Duchamp - In His Own Words, MoMA, 1978), Duchamp explique que cette composition doit beaucoup au poème Impressions d'Afrique (1910) de Raymond Roussel : « C’est Roussel qui, fondamentalement, fut responsable de mon Verre, La Mariée mise à nu par ses célibataires, même. Ce furent ses Impressions d’Afrique qui m’indiquèrent dans ses grandes lignes la démarche à adopter », il ajoute : « Brisset et Roussel étaient les deux hommes que j’admirais le plus en ces années pour leur imagination délirante »,. Duchamp évoque aussi l'influence du Voyage au pays de la quatrième dimension (1912) de Gaston de Pawlowski dans les entretiens avec Pierre Cabanne : « J'avais à ce moment-là essayé de lire des choses de ce Povolowski [sic] qui expliquait les mesures, les lignes droites, les courbes, etc. Cela travaillait dans ma tête quand je travaillais bien que je n'aie presque pas mis de calculs dans le Grand Verre. Simplement, j'ai pensé à l'idée d'une projection, d'une quatrième dimension invisible puisqu'on ne peut pas la voir avec ses yeux... »
Plus fondamentalement, Le Grand Verre serait la consécration d'un paradoxe découvert par Marcel Duchamp à la suite du refus de son œuvre Le Nu descendant un escalier  par le salon cubiste de Paris en 1912.
Ce paradoxe ou cette loi dénommée le « talionisme » est résumée par le module : « refus/réhabilitation » (rapport de proportion entre le refus premier et le succès différé). Par conséquent l'objet d'art n'est plus selon lui caractérisé par son esthétique mais par le rite sacral (la seule validation d'une œuvre) qui permet sa transfiguration grâce au processus refus/réhabilitation.
La réplique du Grand Verre réalisée par Ulf Linde et localisée à Stockholm et qui a été exposée en 2014-2015 par le Centre Pompidou est la meilleure selon l'avis d'Arturo Schwarz alors que celle de Richard Hamilton serait « littéralement obscène ».

## Genèse
L'idée de créer l'œuvre sur un support en verre plutôt que sur une toile vient à Duchamp alors qu'il utilisait une plaque de verre en guise de palette. Ayant observé les couleurs par en dessous, il se dit qu'il pourrait protéger les pigments de l'oxydation en les scellant sous verre. Il y voyait également un moyen de se détacher de la tradition picturale, idée qu'il renforça en recourant à du dessin industriel. Au cours des années 1913 et 1914, il exécute plusieurs esquisses, dont une Broyeuse de chocolat, une Glissière et Neuf moules mâliques. Il procède à plusieurs essais de peinture sur verre. Il finit par opter pour du fil de plomb pour dessiner les contours de ses dessins, fil grâce auquel la couleur était maintenue en place. Il intègre le hasard dans la composition en laissant tomber des fils et en les fixant tels quels sur le verre. Les panneaux ont reposé durant six mois pour laisser la poussière s'accumuler, avant d'être rassemblée et fixée avec du vernis pour créer les motifs que Duchamp a appelé tamis.

## Description
Le Grand Verre est une synthèse des idées de Duchamp. L'œuvre s'inscrit dans la continuité de tableaux antérieurs tournant autour du thème de la mariée, comme Passage de la Vierge à la Mariée (1912) et La Mariée (1912). Il se divise en deux grands panneaux superposés.
Sur le panneau inférieur, on retrouve des techniques qu'il a introduites auparavant, notamment les Stoppages étalon, fils laissés tombés sur la toile et fixés tels quels, comme on les retrouve dans la toile Printemps (1911). Ces fils servent de gabarits pour déterminer la position des moules mâliques, déjà mis en œuvre dans Neuf moules mâliques (1914). Ces moules représentent les célibataires, mâlique renvoyant à « caractéristiques du mâle ». Les moules servent au moulage de neuf fonctionnaires mâles différents : un prêtre, un livreur, un gendarme, un cuirassier, un agent de police, un croque-mort, un laquais, un serveur de restaurant et un chef de gare.
À partir des sommets des moules, des tubes (stoppages étalon) convergent vers le centre du panneau où se retrouvent les sept tamis en poussière disposés en arc de cercle. Sous les tamis se retrouve la broyeuse de chocolat, elle aussi issue de travaux antérieurs. La broyeuse est surmontée d'une tige verticale (la baïonnette) et de deux tiges horizontales en forme de X. À gauche de la broyeuse et sous les moules, un engrenage, sorte de chariot équipé d'une roue de moulin, est relié à la broyeuse et aux tiges métalliques. Trois dessins circulaires sur la partie droite ont été créés par grattage d'une couche de tain appliqué sur le verre et complètent le panneau inférieur.
Sur le panneau supérieur, les motifs s'opposent à la rigueur géométrique du panneau inférieur. Les formes sont plus floues, comme des évocations de l'imagination de la Mariée. Le « grand nuage » dans le haut du panneau représente la Mariée.
Le Grand verre est considéré comme une pièce maîtresse et d'une composition unique de l'art du XXe siècle. Elle est qualifiée de « grande légende moderne » par André Breton dans son article Le Phare de la mariée paru en 1935.

## Postérité
Le Grand Verre fait partie des « 105 œuvres décisives de la peinture occidentale » constituant le musée imaginaire de Michel Butor.